# مهرشاه
مهرشاه (پارسی میانه: Mihršāh) یکی از شاهزادگان ساسانی در سده سوم میلادی، پسر اردشیر بابکان و شاه میشان بود.

## زندگی
از مهرشاه در یک متن مانوی به عنوان پسر اردشیر بابکان و برادر شاپور یکم یاد شده‌است. او در این سند عنوان شاه میشان را به همراه دارد اما تاریخی بودن این متن قطعی نیست. اطلاعات دیگری از زندگی او در دست نیست.